# Dôme de Rochefort
O Dôme de Rochefort que faz parte do maciço do Monte Branco, é um cume que culmina a 4015 m de altitude e encontra-se situado na fronteira entre a Alta-Saboia, França e Vale de Aosta, Itália. Faz parte dos cumes dos Alpes com mais de 4000 metros e encontra-se entre as Grandes Jorasses e o Dent du Géant, pelo que o acesso mais lógico é passar pelo Refúgio Torino que se encontra a 3371 m.
A primeira ascensão teve lugar a 12 de agosto de 1881 por James Eccles com Alphonse e Michel Payot.